# Kryolithglas

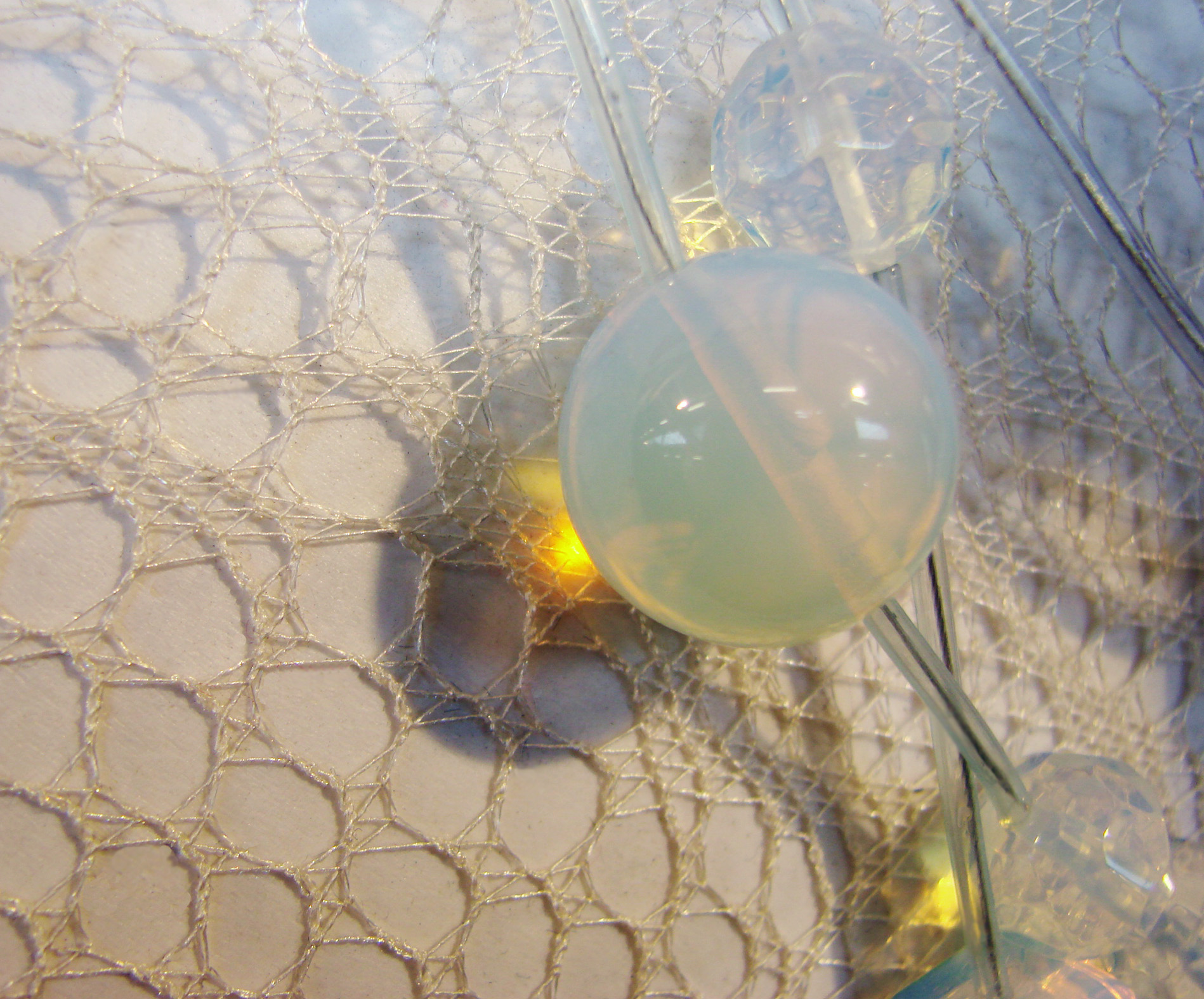
Opalisierte Glasperle

Kryolithglas (auch Opalglas) ist mit dem Trübungsmittel Kryolith (Natriumhexafluoroaluminat, Formel: Na3AlF6) getrübtes Glas.
Getrübtes Glas ist milchig-weiß erscheinendes, lichtdurchlässiges, aber nicht durchsichtiges Glas. Die Trübung entsteht durch die Einbettung kleinster Teilchen mit gleichmäßiger Verteilung in das farblose Grundglas. Dabei weisen die Teilchen eine andere Lichtbrechung auf als das Grundglas.
Kryolith setzt sich bei der Schmelze zunächst in Fluoride um:
Na3[AlF6] ergibt 3 NaF + AlF3
Die Trübung des Glases erfolgt ausschließlich durch Natriumfluorid (NaF).
Kryolith wurde als natürlicher Rohstoff (Eisstein) in Grönland gefunden und seit 1868 für das Grundglas, den weißen Augenkörper deutscher Kunstglasaugen, genutzt. Diese Verwendung von Kryolithglas geht auf den Glasmacher Ludwig Müller-Uri zurück. Dadurch konnte das in Paris gebräuchliche Blei- oder das in Lauscha vorher genutzte Beinglas ersetzt und die Lebensdauer der Augenprothesen erheblich verlängert werden. Heute wird chemisch gewonnenes Kryolith aus Flussspat verwendet.